# 서울강빛초등학교
서울강빛초등학교는 대한민국 서울특별시 강동구에 있는 공립 초등학교이다.

## 연혁
- 2021년 3월 1일 : 개교 (초등 31학급, 특수 1학급, 유치원 5학급)

## 같이 보기
- 강빛중학교